# Pfahlbausiedlung von Porto di Pacengo
Koordinaten: 45° 27′ 57″ N, 10° 42′ 37″ O

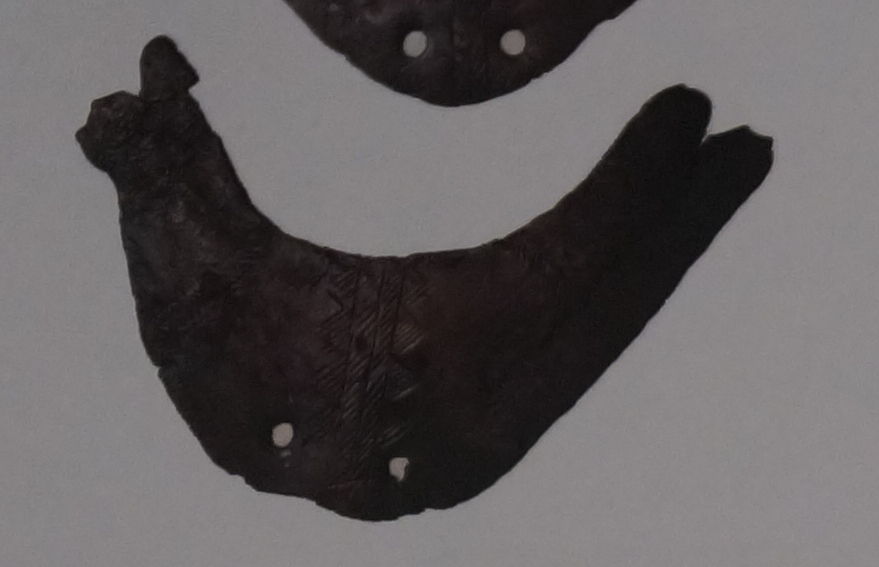
Bronzene Lunula aus der Pfahlbausiedlung von Porto di Pacengo

Die Pfahlbausiedlung von Porto di Pacengo (italienisch Sito palafitticolo di Porto di Pacengo) war eine bronzezeitliche Seeufersiedlung am Gardasee. Ihre Reste liegen auf dem Gebiet der italienischen Gemeinde Lazise in der Fraktion Pacengo am südöstlichen Ufer des Gardasees. Sie gilt als assoziierte Station der 111 Prähistorischen Pfahlbauten um die Alpen, die 2011 in die Liste des UNESCO-Welterbes aufgenommen wurden. Sie wurde als bedeutend für die Erforschung der Pfahlbauten eingestuft, wegen des lückenhaften Forschungsstands wurde sie jedoch nicht in die Liste des UNESCO-Welterbes aufgenommen.

## Entdeckung
Nachdem der Schweizer Altertumsforscher Ferdinand Keller die erste Pfahlbausiedlung in Meilen am Zürichsee entdeckt hatte und man zufällig Reste der Pfahlbausiedlung von Bacino Marina bei Peschiera del Garda gefunden hatte, suchte man gezielt nach weiteren Siedlungen. 1864 fand der Chemiker und Naturforscher Giuseppe Alberti aus Colà drei Siedlungsstandorte bei Lazise: Porto di Pacengo, Bor di Pacengo und Villa Bagatta.
Alberti sammelte verschiedene Funde aus der Siedlung von Porto di Pacengo. Zwischen 1893 und 1895 untersuchten die Brüder Arrigo und Gustavo Balladoro aus Verona die Stelzensiedlung und fanden Gegenstände aus Bronze, Keramik und Knochen. Diese Funde wurden 1921 dem Museum in Verona übergeben. In den Jahren 1959–1960 erfasste Francesco Zorzi südlich des alten Hafens die Pfähle für das Museo Civico di Storia Naturale di Verona. Als man im Jahr 2000 nach dem Bau des neuen Hafens keine Spuren mehr von der Siedlung fand, befürchtete man, dass sie bei dem Bau zerstört worden war. Anhand einer Karte aus dem 19. Jahrhundert, die sich in Privatbesitz befand, konnte gezeigt werden, dass die Siedlung näher am Seeufer lag und man am falschen Ort gesucht hatte. 2007 führte man nördlich der Via Porto, etwa 100 m östlich des Seeufers Grabungen durch und entdeckte Funde aus dem Spät- oder Endneolithikum.

## Beschreibung
Die Pfahlbausiedlung von Porto di Pacengo lag südlich des gleichnamigen Hafens und erstreckte sich nach Aussage von Giuseppe Alberti bis zu 300 Fuß, also etwa 100 m, in den See. Die Nord-Süd-Ausdehnung soll etwa 450 Fuß, also etwa 150 m, betragen haben und die Pfähle, die etwa 0,10 m senkrecht aus dem Boden ragen, sollen einen mittleren Durchmesser von 0,25 m haben. Alberti schätzte die Anzahl der Pfähle auf 500, und sie sollen meist einen Abstand von 1 bis 2 m voneinander gehabt haben, ausnahmsweise soll der Abstand auch nur bis zu 0,5 m betragen haben.
Man fand Werkzeuge aus Stein, Tierknochen und Bronze und Scherben von Keramikgefäßen. Anhand der Funde kann die Siedlung in die mittlere Bronzezeit zwischen 1700 und 1400 v. Chr. datiert werden. Die aufgefundenen Feuersteinklingen zeigen, dass es hier eine für die Bronzezeit typische Steinindustrie gab. Unter den Bronzegegenständen fanden sich auch zwei Nadeln mit sanduhrförmigem Kopf. Sie haben eine breite, flache Halspartie und ein röhrenförmiges Endstück. Solche Nadeln werden nach diesem Fundort Sanduhrkopfnadeln vom Typ Porto di Pacengo genannt. Außerdem fand man eine bronzene Lunula. Die Funde befinden sich im Museo Archeologico Nazionale di Verona, im Museo Nazionale Preistorico Etnografico „Luigi Pigorini“ in Rom und eine Axt aus grünem Stein und einem Schaft aus Geweih im Museo civico di Storia Naturale in Verona.